# Hernandia didymantha
Hernandia didymantha là một loài thực vật thuộc họ Hernandiaceae. Loài này có ở Colombia, Costa Rica, Honduras, Nicaragua, và Panama.